# Jaśliska
Jaśliska est une localité polonaise, siège de la gmina de Jaśliska, située dans le powiat de Krosno en voïvodie des Basses-Carpates.